# Castel d'Azzano
Castel d'Azzano är en ort och kommun i provinsen Verona i regionen Veneto i Italien. Kommunen hade 11 910 invånare (2018).